# Ambohitromby (Fenoarivobe)
Pour les articles homonymes, voir Ambohitromby.
Ambohitromby est une commune urbaine malgache située dans la partie nord de la région de Bongolava.